# لارس بيكر
لارس بيكر (بالألمانية: Lars Becker)‏ هو كاتب سيناريو ومخرج ألماني، ولد في 12 يناير 1954 في هانوفر في ألمانيا.

## وصلات خارجية
- لارس بيكر على موقع IMDb (الإنجليزية)
- لارس بيكر على موقع مونزينجر (الألمانية)
- لارس بيكر على موقع ألو سيني (الفرنسية)
- لارس بيكر على موقع أول موفي (الإنجليزية)
- لارس بيكر على موقع قاعدة بيانات الأفلام السويدية (السويدية)
- لارس بيكر على موقع قاعدة بيانات الفيلم (الإنجليزية)
- لارس بيكر على موقع كينوبويسك (الروسية)